# Johann Theodor Caspars
Johann Theodor Caspars (* 5. September 1620; † 22. Januar 1691) war ein deutscher Jurist und Gesandter des Herzogtums Jülich-Berg bei den Verhandlungen, die 1648 zum Westfälischen Frieden führten.

## Leben
Johann Theodor Caspars war ein Sohn des Landrentmeisters Caspar Caspars und dessen Ehefrau Helena von der Brücken.
Er immatrikulierte sich 1634 an der Universität zu Köln und promovierte an der Westfälischen Wilhelms-Universität Münster zum Doktor beider Rechte. Von 1645 bis 1648 nahm er zusammen mit Dietrich Althoven und Reinhard Cloet im Auftrag des Fürsten Wolfgang Wilhelm von Pfalz-Neuburg, zugleich Herzog von Jülich-Berg, in Münster
an den Verhandlungen teil, die zum Westfälischen Frieden führten.
1654 war er im Auftrag des Herzogs zusammen mit Johann von Reuschenberg Gesandter bei den Kreisverhandlungen in Münster und Osnabrück.
1668 wurde er Hofrat und Hofgerichtsrat und 1672 Hofgerichtsdirektor in kurpfälzischen Diensten.
1676 nahm er an den Friedensverhandlungen in Nimwegen teil, die 1678/1679 zum Frieden von Nimwegen teil.
1678 wurde er Mitglied im Rat der Regierung, die im Düsseldorfer Schloss tagte.
Caspars schied als Kammerdirektor aus den Diensten des Herzogs von Jülich-Berg.
Am 7. Juli 1649 heiratete er Margaretha Hierats (+ 168?), mit der er die Kinder Johann Franz (+ als geistlicher Student), Johann Caspar (Hofrat und Geheimrat), Heinrich Jakob (Kriegskommandant) und Catharina Jacoba (oo Stimmmeister Matthias Brassarth) hatte.

## Auszeichnungen
- Geheimer Rat